# سیارک ۲۹۳۳۷
سیارک ۲۹۳۳۷ (به انگلیسی: 29337 Hakurojo، نامگذاری:1995AE1)۲۹۳۳۷مین سیارک کشف شده‌است که در ۰۶ ژانویه ۱۹۹۵ کشف شد.